# Black Era
Black Era – włoski zespół trip-hopowy pochodzący z Neapolu (Kampania).
Trzon zespołu jest tworzony przez wokalistkę Dy Darshan, zajmującą się instrumentami elektronicznymi i miksowaniem Bloba oraz gitarzystę Alla Fuzza. Dodatkowo zespół współpracuje z innymi artystami.

## Kariera
Zespół założony w 2004. Po półtora roku od założenia wydał swój pierwszy album zatytułowany The Point of No Return, który reprezentuje klasyczne brzmienia trip-hopowe o mrocznym zabarwieniu. Album został dobrze przyjęty przez słuchaczy.
W czerwcu 2007 tylko na samym serwisie Jamendo album cieszył się oceną słuchaczy o wartości ponad 9 (dla maksymalnej noty wynoszącej 10). Łącznie odnotowano ponad 2200 pobrań oraz ponad 25 000 odsłuchań, co pozwoliło na osiągnięcie pierwszego miejsca pod względem popularności albumów trip-hopowych.
Pod koniec marca 2007 grupa wydała swój drugi długogrający album Then, którego brzmienie jest zbliżone do pierwszego albumu. Album ten oraz wydana w międzyczasie EPka the tunnel EP również zostały pozytywnie przyjęte przez słuchaczy.

## Licencjonowanie
Albumy zespołu rozpowszechniane są na licencji Creative Commons (CC BY-NC-SA) między innymi przez serwis Jamendo, czy wytwórnię aquietbump. Nie zrezygnowano jednak z tradycyjnych kanałów dystrybucji, więc albumy są dostępne również na nośniku CD (dystrybucja przez wytwórnię aquietbump).

## Skład
- Dy Darshan – wokal, instrumenty klawiszowe
- Blob – instrumenty elektroniczne, miksowanie
- All Fuzz – gitara elektryczna

## Dyskografia

### Albumy
1. The Point of No Return (wrzesień 2005) - pierwotna nazwa Black Channel, nagrania dokonano w studiu Blackchannel
in front of the corner – 1:16
the black page – 4:09
what about us – 4:24
delete careful – 4:48
shielded – 4:32
legs to run – 0:47
less than zero – 4:41
not for you – 4:45
you go first – 4:28
the spinning pain – 4:16
stand – 4:57
wonder – 2:01
the first light (bonus) – 5:06
2. Then (marzec 2007), nagrania dokonano w studiu Blackchannel
out of the tunnel (an introduction) – 1:02
bark – 3:08
...then... – 3:34
trilateral (realize U are in the middle) – 3:16
fulcrum – 4:20
vicious flag feat. ketamo MOU – 3:34
the tunnel feat. leo MOU – 3:47
james tobin – 3:47
bowtoday – 4:01
noam – 1:03
will rise – 4:43
black nails – 3:56
my little replica feat. ivan MOU – 4:21
wonder (reprise) – 3:41
wonder (epilogue) – 2:10

### EP
1. the tunnel (listopad 2006), nagrania dokonano w studiu Blackchannel
the head... – 1:22
trilateral - realize U are in the middle – 3:16
the tunnel – 3:45
...and the end of the tunnel – 1:04